# Rhinolophus fumigatus
Rhinolophus fumigatus е вид прилеп от семейство Подковоносови (Rhinolophidae). Видът не е застрашен от изчезване.

## Разпространение и местообитание
Разпространен е в Ангола, Бенин, Буркина Фасо, Габон, Гамбия, Гана, Гвинея, Демократична република Конго, Еритрея, Етиопия, Замбия, Зимбабве, Камерун, Кения, Кот д'Ивоар, Либерия, Мавритания, Малави, Мали, Мозамбик, Намибия, Нигер, Нигерия, Руанда, Сенегал, Сиера Леоне, Сомалия, Танзания, Того, Уганда, Централноафриканска република, Чад, Южен Судан и Южна Африка.
Обитава гористи местности, пещери и савани в райони с тропически и субтропичен климат, при средна месечна температура около 23,6 градуса.

## Описание
Теглото им е около 13,1 g.